# Christiane Taubiraová
Christiane Christiane Taubiraová nebo Christiane Taubiraová-Delannonová (* 2. února 1952 Cayenne, Francouzská Guyana) je francouzská politička a od 15. května 2012 ministryně spravedlnosti ve vládě Jeana-Marca Ayraulta jmenovaného prezidentem Françoisem Hollandem. Na svůj úřad posléze 27. ledna 2016 abdikovala.

## Život
Christiane Taubiraová se narodila 2. února 1952 v Cayenně ve Francouzské Guyaně. Vystudovala na Univerzitě Panthéon-Assas. Je zároveň sestrou Jeana-Marie Taubiry, který je generálním tajemníkem Guyanské socialistické strany.

## Politická kariéra
Jako předsedkyně strany Walwari působila Taubiraová od roku 1993 jako poslankyně Národního shromáždění, do nějž byla znovuzvolena v roce 1997. Jako nezařazená podpořila v roce 1993 konzervativního Éduorda Balladura, který tou dobou sestavoval vládu. V roce 1994 se stala europoslankyní na čtvrtém místě kandidátky Parti radical de gauche vedené Barnardem Tapiem. V červnu 1997 se stala členkou Parti socialiste, kde jí socialistický premiér Lionel Jospin jmenoval předsedkyní vládní komise pro těžbu zlata ve Francouzské Guyaně.
V roce 2002 kandidovala Taubiraová na francouzskou prezidentku za Parti radical de gauche, ačkoli už nebyla její členkou. Ve volbách získala 2,32 %. Po roce 2002 se stala místopředsedkyní Parti radical de gauche. 16. června 2002 byla znovu zvolená poslankyní Národního shromáždění, kde se stala členkou socialistického klubu.
- Členka Evropského parlamentu: 1994-1999. Zvolená v roce 1994
- Poslankyně Národního shromáždění za Francouzskou Guyanu (1. volební obvod): 1992-2012. Zvolená v r. 1993, znovuzvolena v letech 1997, 2002, 2007.
- Generální poradkyně Francouzské Guyany: 2010-2012 (rezignace).

Po vítězství François Hollanda v prezidentských volbách 2012 byla jmenována ministryní spravedlnosti ve vládním kabinetu Jeana-Marca Ayraulta. Původně se přepodkládala spolupráce s mladší ministryní Delphine Bathoovou. Jejich vzájemný vztah však měl později trhliny kvůli sdílené zodpovědnosti. Po parlamentních volbách v červnu 2012 vystřídala Delphine Bathoová ministryní ekologie Nicole Bricqovou, čímž zůstalo Ministerstvo spravedlnosti čistě pod vedením Chirstiane Taubiraové. 27. ledna 2016 rezignovala na post ministryně kvůli neshodám s prezidentem Hollandem ohledně přístupu k francouzským občanům obviněným z terorismu.
Taubiraová se proslavila zejména zákonem z 21. května 2001, který považuje transatlantický obchod s otroky a otroctví obecně za zločin proti lidskosti. V roce 2013 podpořila reformu pro francouzská karibská teritoria v rámci kompenzace otroctví.
Ve funkci ministryně spravedlnosti splnila Taubiraová jeden z předvolebních slibů prezidenta Françoise Hollanda a zpracovala zákon legalizující sňatky osob stejného pohlaví.
V lednu 2016 opustila úřad ministryně kvůli otevřeným neshodám s Hollandovým návrhem zákona, který umožňuje odebrat francouzské občanství osobám obviněným a usvědčeným z terorismu, pokud mají dvojí občanství. Příslušná legislativa byla reakcí na teroristické útoky v Paříži z 13. listopadu 2015. O týden později publikovala knihu Murmures à la jeunesse o tomto návrhu.

## Osobní život
Taubiraová byla dvakrát vdaná. Se svým druhým manželem Rollandem Delannonem má čtyři děti. Delannon je separatistický politik stojící za vznikem Hnutí za sociální emancipaci a dekolonizaci. V 80. letech byl odsouzen k 18 měsícům vězení za pokus o výbuch ropy a zemního plynu.

## Čestná ocenění
- Dr. Sc. (čestný doktorát) za lidská práva udělovaný na University of Wisconsin-Milwaukee.

## Knihy
- (francouzsky) L'Esclavage raconté à ma fille ("Jak jsem popsala otroctví své dceři"),Paris, Bibliophane, coll. « Les mots à coeur », 2002 (réimpr. 2006), 165 p. (ISBN 2-86970-064-4 et 2-86970-122-5).
- (francouzsky) Codes noirs : de l'esclavage aux abolitions, Paris, Dalloz, coll. « A savoir », 2006, 150 p. (ISBN 2-247-06857-X) (introduction).
- (francouzsky) Rendez-vous avec la République ("Setkání s republikou"), Paris, La Découverte, coll. « Cahiers libres », 2006, 195 p. (ISBN 978-2-7071-5091-2).
- (francouzsky) Égalité pour les exclus : le politique face à l’histoire et à la mémoire coloniales, Paris, Temps Présent, 2009, 93 p. (ISBN 978-2-916842-01-1).
- (francouzsky) Mes météores : combats politiques au long cours, Paris, Flammarion, 2012, 551 p. (ISBN 978-2-08-127895-0).
- (francouzsky) Paroles de liberté ("Slova svobody"), Paris, Flammarion, coll. " Café Voltaire ", 2014, 138 p. (ISBN 978-2-08-133688-9).
- (francouzsky) Murmures à la jeunesse, 2016.